# Hélène Duc
Pour les articles homonymes, voir Duc (homonymie).
Hélène Duc est une comédienne française, née le 22 mars 1917 à Bergerac (Dordogne) et morte le 23 novembre 2014 à Paris 14e. Active au théâtre, au cinéma, à la télévision et à la radio, elle est Juste parmi les nations et officier de la Légion d'honneur.

## Biographie

### Professeur de lettres
Née Marcelle Geneviève Hélène Duc à Bergerac en Dordogne le 22 mars 1917, elle manifeste très tôt un goût prononcé pour les planches, la déclamation et les lettres. C'est donc tout naturellement qu’elle aborde le professorat à la fin des années 1930, comptant parmi ses élèves Juliette Gréco, qu'elle retrouvera à Paris sous l'Occupation.

### Carrière théâtrale
Entre-temps, elle a intégré la compagnie théâtrale compagnie du rideau gris, basée à Marseille, fondée et dirigée par André Roussin et Louis Ducreux, et qu’elle quittera par la suite pour celle de Jean-Pierre Grenier et Olivier Hussenot.
Elle réserve ses talents de tragédienne à la scène, où elle s’avérera une incomparable interprète racinienne.

### Carrière cinématographique
Jacques Becker lui fait faire ses premiers pas à l’écran dans Falbalas (deux répliques), avant de lui confier, quelques années plus tard, le rôle plus important de la mélomane mondaine d’Édouard et Caroline. Elle enchaîne par la suite les rôles comiques, de la préfète des Grandes Manœuvres à la secrétaire du personnage de Justin Migonnet (interprété par Fernandel) dans Le Caïd, en passant par celle d'Étienne Alexis (joué par Paul Meurisse) dans Le Déjeuner sur l'herbe ou la milliardaire à gigolos de La Chasse à l'homme.
Le grand écran persiste à la cantonner aux rôles de grandes bourgeoises caricaturales, de l’épouse de Jacques Charon se crêpant le chignon avec Dany Saval dans Comment réussir en amour à la mondaine prompte à s’encanailler avec la bande dirigée par Johnny Hallyday dans À tout casser. C’est finalement sur le tard qu’elle décroche ses premiers contre-emplois : mère lesbienne – et appréciant les revues porno ! – de Bernard Blier (dont elle avait, deux ans avant, incarné l’épouse chez Pierre Richard) dans Le Faux-cul, génitrice avare et aveugle d’un Jean Carmet travesti et pathétique dans Miss Mona de Mehdi Charef, elle allie abattage et sobriété dans le rôle d’une des deux grands-mères du petit héros de Promis… juré ! de Jacques Monnet.
Le cinéma semble l’oublier à la fin des années 1980, en dépit d’une apparition fugitive dans Les Sœurs Soleil, jusqu’à ce que Miguel Courtois ait l’idée de lui confier le second rôle féminin d’Un ange, où on la retrouve en voyante aveugle involontairement mêlée à une série de meurtres en cascades. Puis c’est Étienne Chatiliez qui en fait la mère narquoise d’André Dussollier et la grand-mère du « Pékinois », alias Tanguy.

### Carrière télévisuelle
Mais son rôle le plus célèbre reste probablement celui de Mahaut d'Artois, dans l'adaptation télévisée des Rois maudits réalisée par Claude Barma, diffusée en 1972-1973. Elle jouera également, en 2005, dans le remake de cette série, mais en campant cette fois le rôle de Madame de Bouville (voir infra).
Hélène Duc fait en outre plusieurs apparitions dans la série Maguy, dans laquelle elle joue le rôle de la mère de celle-ci.

### Vie privée et mort

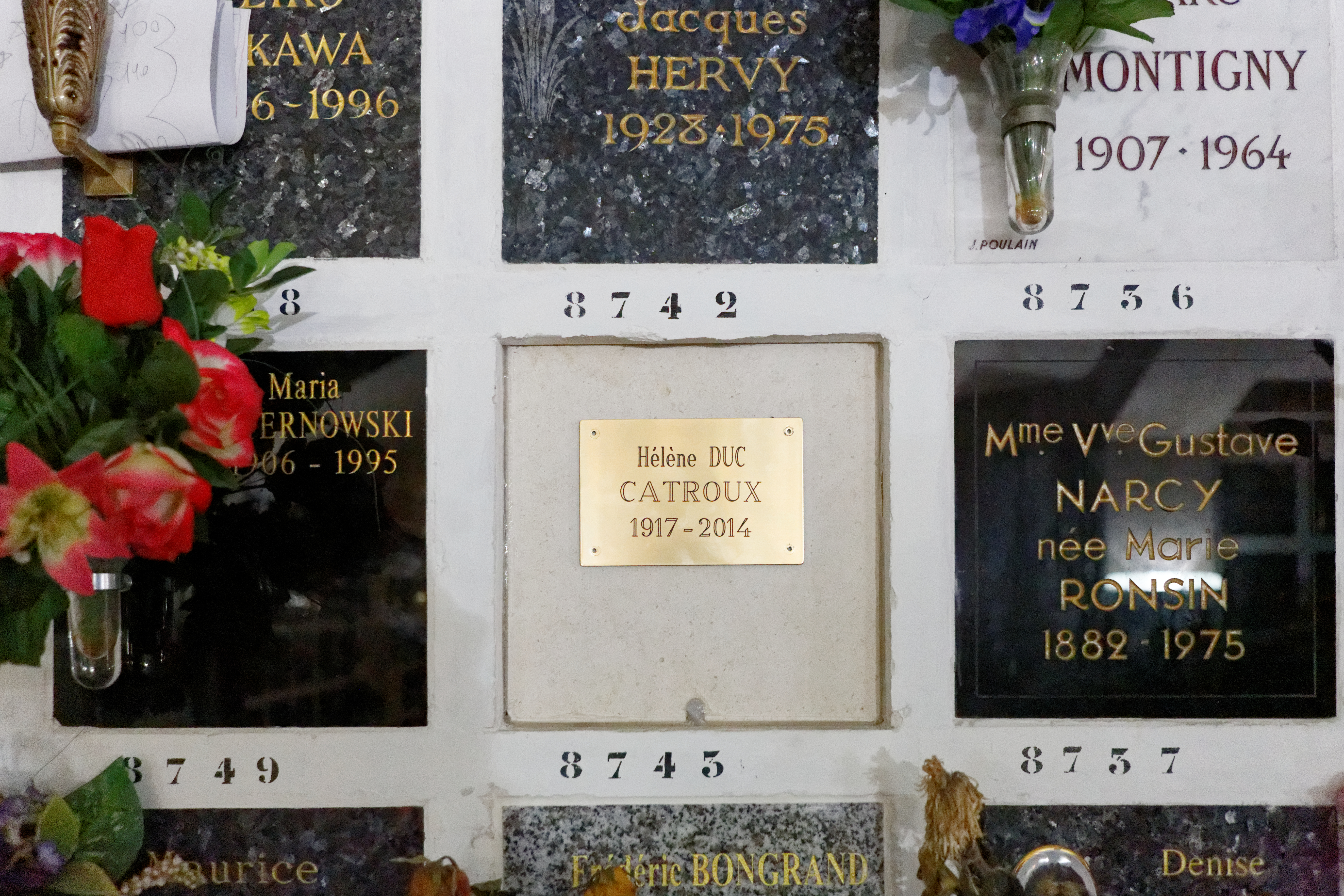
Plaque funéraire de Hélène Duc au cimetière du Père-Lachaise (division 87).

Mariée à René Catroux (1912-1993), un des fils du général Catroux, elle a eu deux filles, dont une était la comédienne Élisabeth Catroux, morte le 22 juin 2013 à l'âge de 60 ans,.
Elle meurt le 23 novembre 2014 à Paris 14e. Ses cendres sont déposées au columbarium du Père-Lachaise (case n°8 742).

## Hommage
- En 2005, elle a été reconnue Juste parmi les nations pour avoir sauvé, avec sa mère Jeanne, institutrice, des dizaines de Juifs, à Bergerac et à Marseille.
- En 2025, la Ville de Paris attribue son nom au pont Hélène-Duc, sur le canal Saint-Martin, dans le 10e arrondissement[6].

## Filmographie

### Cinéma
- 1944 : Falbalas de Jacques Becker : une employée de la maison de couture (non créditée)
- 1951 : Édouard et Caroline de Jacques Becker : l'invitée mélomane
- 1952 : Le Plus Heureux des hommes d'Yves Ciampi
- 1955 : Les Grandes Manœuvres de René Clair : la préfète (non créditée)
- 1959 : Le Déjeuner sur l'herbe de Jean Renoir  : Isabelle
- 1960 : Le Caïd de Bernard Borderie : Edmée
- 1961 : Les Amours célèbres de Michel Boisrond : une admiratrice dans le sketch : Les Comédiennes
- 1962 : Comment réussir en amour de Michel Boisrond : la femme du directeur des Éditions du Soleil
- 1963 : La Vie conjugale de André Cayatte : une mère (non créditée)
  - Jean-Marc ou la Vie conjugale, 1er volet
  - Françoise ou la Vie conjugale, 2e volet
- 1964 : La Chasse à l'homme, d'Édouard Molinaro : Mme Armande
- 1965 : Les Baratineurs de Francis Rigaud : Marie-Louise du Portail
- 1966 : Les malabars sont au parfum de Guy Lefranc : la tante Berthe
- 1968 : À tout casser de John Berry : la bourgeoise
- 1968 : La Prisonnière de Henri-Georges Clouzot et Robert Ménégoz : une invitée (non créditée)
- 1973 : La Femme en bleu de Michel Deville
- 1973 : Je sais rien, mais je dirai tout de Pierre Richard : Mme Gastié-Leroy
- 1975 : Catherine et Cie de Michel Boisrond
- 1975 : Le Faux-cul de Roger Hanin : Mamy
- 1980 : Alors... Heureux ? de Claude Barrois : Mlle Chaufour (l'examinateur)
- 1987 : Miss Mona de Mehdi Charef : la mère de Mona
- 1987 : Promis... juré ! de Jacques Monnet : Bonne Maman
- 1997 : Les Sœurs Soleil de Jeannot Szwarc : la dame chez le vétérinaire
- 1997 : Rien que des grandes personnes de Jean-Marc Brondolo - court métrage -
- 2001 : Un ange de Miguel Courtois : Natacha
- 2001 : Tanguy de Etienne Chatiliez : Odile, la grand-mère
- 2003 : Laisse tes mains sur mes hanches de Chantal Lauby : Mme Tatin
- 2007 : Souffrance de Aytl Jensen : Annie

### Scénariste
- 1962 : Les Trois Chapeaux claques, téléfilm de Jean-Pierre Marchand, sur une coadaptation française d'Hélène Duc et José Estrada

### Télévision
- 1956 : Eugénie Grandet de Maurice Cazeneuve : Madame des Gassins
- 1961 : L'inspecteur Leclerc enquête : "La mort d'un fantôme" : la concierge (non créditée au générique)
- 1963 : Premier Amour de Jean Prat : la mère
- 1965 : Marie Curie - Une certaine jeune fille de Pierre Badel : Mme Dizier
- 1965 : Sens interdit de Roger Kahane : Yveline
- 1966 : Illusions perdues de Maurice Cazeneuve d'après Honoré de Balzac
- 1966 : Plainte contre X de Philippe Ducrest
- 1967 : L'Amateur ou S.O.S. Fernand, épisode La Vicomtesse de Quentin Lawrence
- 1967 : Allô Police, épisode Affaire de famille de Robert Guez
- 1968 : Une femme sans importance d'Oscar Wilde, réalisation Gilbert Pineau
- 1968 : Cinq jours d'automne de Pierre Badel
- 1969 : Allô Police, épisode Au diable la malice d'Adonis Kyrou : Mme Martens
- 1970 : Le Tribunal de l'impossible : Un esprit nommé Katie King de Pierre Badel : Mabel Cook
- 1970 : Le Lys dans la vallée de Marcel Cravenne : Mme de Vandenesse
- 1971 : La Possédée d'Éric Le Hung
- 1971 : Le Thé sous les cyprès de Jean Pignol
- 1971 : Père d'Édouard Bourdet, réalisation Jeannette Hubert
- 1972 : La Cerisaie d'Anton Tchekhov, réalisation Stellio Lorenzi : Charlotte
- 1972 : Rue de Buci de Gérald Duduyer : la tante
- 1972 : Les Rois maudits de Claude Barma : Mahaut d'Artois
- 1973 : La Duchesse d'Avila de Philippe Ducrest : une duègne
- 1973 : Poker d'As de Hubert Cornfield : la comtesse de Rhuys
- 1974 : Jean Pinot, médecin d'aujourd'hui de Michel Fermaud : Mme Bocquart
- 1976 : Le Cheval évanoui d'Alain Dhénaut : Felicity Chesterfield
- 1976 : Les Infidèles d'Alain Dhénaut : Émilienne
- 1976 : Voyez-vous ce que je vois ? de Ray Cooney et John Chapman, réalisation Agnès Delarive
- 1977 : Oh Archibald de Lazare Iglesis : Lady Elizabeth
- 1978 : Claudine à Paris d'Édouard Molinaro : la tante Cœur
- 1978 : Claudine en ménage d'Édouard Molinaro : la tante Cœur'
- 1979 : Le Baiser au lépreux d'André Michel : Félicie Cazenave
- 1979 : Médecins de nuit de Nicolas Ribowski, épisode : Le livre rouge (série télévisée)
- 1979 : Les Dames de la côte de Nina Companeez
- 1980 : Fantômas, épisode L'Échafaud magique de Claude Chabrol : la marquise de Langrune
- 1980 : Les Liaisons dangereuses de Claude Barma : la maréchale
- 1980 : Médecins de nuit, épisode Le Livre rouge de Nicolas Ribowski : Mme Vincent
- 1981 : Nana de Maurice Cazeneuve : Mme Hugon
- 1981 : Cinq-Mars de Jean-Claude Brialy: Mme d'Effiat
- 1981 : Anthelme Collet ou le Brigand gentillhomme de Jean-Paul Carrère : la marquise d'Ebourifol
- 1982 : Toutes griffes dehors de Michel Boisrond
- 1982 : Les Joies de la famille Pinelli de Jean L'Hôte : Armelle Marek
- 1983 : Vichy dancing de Léonard Keigel : Mona Ginès
- 1983 : Lettres du bagne de Jean L'Hôte : Lucienne, l'infirmière
- 1983 : Père Noël et fils d'André Flédérick
- 1984 : Le Rat d'Elisabeth Huppert : la mère
- 1984 : Le Sexe faible d'Édouard Bourdet, réalisation Lazare Iglesis : la comtesse
- 1985 : Maguy : la mère de Maguy (jusqu'en 1992)
- 1988 : L'Appart de Christiane Spiero : Gwendoline
- 1989 : Des cadavres à la pelle d'Éric Le Hung : la tante Gianni
- 1991 : Années de plumes, années de plomb de Nicolas Ribowski : la veuve Silbermann
- 1991 : C'est quoi, ce petit boulot ? de Michel Berny et Gian Luigi Polidoro : la tante Barbara
- 1995 : Samson le magnifique d'Étienne Périer : Madame Brachart
- 1999 : PJ, épisode Tango de Gérard Vergez : la belle-mère de Meurteaux
- 2000 : PJ, épisode Tourisme sexuel de Benoît d'Aubert : la belle-mère de Meurteaux
- 2001 : Rastignac ou les Ambitieux d'Alain Tasma : la vieille dame
- 2005 : Les Rois maudits de Josée Dayan : Mme de Bouville

### Au théâtre ce soir
- 1969 : Ombre chère de Jacques Deval, mise en scène Christian-Gérard, réalisation Pierre Sabbagh, Théâtre Marigny : Olga
- 1969 : La mariée est trop belle de Michel Duran, mise en scène Jacques Mauclair, réalisation Pierre Sabbagh, Théâtre Marigny : Madame Decluze
- 1970 : Les Assassins associés de Robert Thomas, mise en scène Jean Piat, réalisation Pierre Sabbagh, Théâtre Marigny : Thérèse
- 1970 : L'amour vient en jouant de Jean Bernard-Luc, mise en scène Michel Roux, réalisation Pierre Sabbagh, Théâtre Marigny : la baronne
- 1974 : Ô mes aïeux ! de José-André Lacour, mise en scène Robert Manuel, réalisation Georges Folgoas, Théâtre Marigny : Mme Mestre
- 1974 : La Moitié du plaisir de Steve Passeur, Jean Serge et Robert Chazal, mise en scène Francis Morane, réalisation Georges Folgoas, Théâtre Marigny : Solange Vérate
- 1977 : Appelez-moi maître de Renée et Gabriel Arout, mise en scène Georges Vitaly, réalisation Pierre Sabbagh, Théâtre Marigny : Mme Gonzalez
- 1978 : Un ménage en or de Jean Valmy et Marc Cab, mise en scène Maurice Ducasse, réalisation Pierre Sabbagh, Théâtre Marigny : Julia
- 1979 : Le Bon Débarras de Barillet et Grédy, mise en scène Jacques Ardouin, réalisation Pierre Sabbagh, Théâtre Marigny : Mme Muller
- 1979 : Les Petites Têtes de Max Régnier, mise en scène Michel Roux, réalisation Pierre Sabbagh, Théâtre Marigny : Marthe
- 1985 : Le Diable en personne de Philip King et Fakland Cary, mise en scène Jacques Ardouin, réalisation Pierre Sabbagh, Théâtre Marigny : Lady Clarissa

## Théâtre
- 1952 : Montorgueil de René Catroux, théâtre Charles de Rochefort
- 1953 : Le Dindon de Georges Feydeau, mise en scène Jean Meyer, théâtre des Célestins
- 1960 : Les Femmes savantes de Molière, mise en scène Jacques Charon, Théâtre des Bouffes-Parisiens
- 1960 : Les Joies de la famille de Philippe Hériat, mise en scène Claude Sainval, Comédie des Champs-Élysées, théâtre de l'Ambigu
- 1960 : Mère Courage et ses enfants de Bertolt Brecht, mise en scène Jacques Mauclair, Grenier de Toulouse Festival de Sarlat
- 1961 : Mère Courage et ses enfants de Bertolt Brecht, mise en scène Jacques Mauclair, Grenier de Toulouse Festival de Sarlat
- 1961 : Le Petit bouchon de Michel André, mise en scène Jacques Mauclair, théâtre des Variétés
- 1965 : Mère Courage et ses enfants de Bertolt Brecht, mise en scène Jacques Mauclair, Grenier de Toulouse Théâtre Daniel Sorano Toulouse
- 1966 : Le Cheval évanoui de Françoise Sagan, mise en scène Jacques Charon, théâtre du Gymnase
- 1968 : Le Cheval évanoui de Françoise Sagan, mise en scène Jacques Charon, théâtre du Gymnase, théâtre des Ambassadeurs
- 1969 : Le Vison voyageur de Ray Cooney et John Chapman, mise en scène Jacques Sereys, théâtre du  Gymnase
- 1970 : Cyrano de Bergerac d'Edmond Rostand, mise en scène Jean Deschamps, Festival de la Cité Carcassonne,
- 1981 : Le Moule de Xavier Pommeret, mise en scène Ewa Lewinson, CDN, Les Amandiers de Nanterre
- 1997 : My fair lady de Frederick Loewe, mise en scène Alain Marcel, Opéra royal de Wallonie Liège

Festivals d'été :
- 1970 : La guerre de Troie n'aura pas lieu de Jean Giraudoux, mise en scène Yves Kerboul, théâtre du Midi Festival de la Cité Carcassonne, festivals d'été
- 1974 : La Polka de Patrick Modiano, mise en scène Jacques Mauclair, théâtre du Gymnase
- 1976 : Voyez-vous ce que je vois ? de Ray Cooney et John Chapman, mise en scène Jean Le Poulain, théâtre de la Michodière
- 1977 : Les Vignes du seigneur de Robert de Flers et Francis de Croisset, théâtre Michel
- 1978 : Intermezzo de Jean Giraudoux, mise en scène Jean Meyer, Théâtre des Célestins
- 1979 : Le Piège d'Ira Levin, mise en scène Riggs O'Hara, théâtre Édouard-VII
- 1983 : La Chienne dactylographe de Gilles Roignant, mise en scène Daniel Benoin, théâtre de la Gaîté-Montparnasse
- 1985 : Hernani de Victor Hugo, mise en scène Antoine Vitez, théâtre national de Chaillot
- 1988 : Les Cahiers tango de Françoise Dorin, mise en scène Andréas Voutsinás, théâtre Antoine
- 1991 : La Dame de chez Maxim de Georges Feydeau, mise en scène Bernard Murat, théâtre Marigny
- 1992 : Sourire des mondes souterrains de Lars Norén, mise en scène Robert Cantarella, théâtre national de la Colline

## Publication
- Hélène Duc, Entre cour et jardin : mémoires, éd. Pascal, 2005

## Distinctions
- 2009 :  Chevalière de la Légion d'honneur
- 2011 :  Officière de la Légion d'honneur